# Università di Bergen
L'Università di Bergen (Universitetet i Bergen) è un'università pubblica norvegese, situata nella città di Bergen. Conta circa 17000 studenti.

## Storia
Sebbene l'università sia stata fondata nel 1946, l'attività accademica si è svolta a Bergen sin dalla fondazione della Bergen katedralskole (Schola Cathedralis Bergensis) nel 1153, il Seminarium Fredericianum nel 1750 e l'istituzione della Sjøkrigsskolen, la Accademia reale navale norvegese nel 1817. L'università e l'istruzione superiore della città ebbero anche il contributo dall'istituzione del Museo di Bergen, successivamente ribattezzato Museo dell'università di Bergen (Universitetsmuseet i Bergen), nel 1825. Fondato da Wilhelm Frimann Christie e Jacob Neumann, il museo divenne un luogo di ricerca e di istruzione specializzato in scienze naturali e ebbe tra i suoi ricercatori Michael Sars, Daniel Cornelius Danielssen e Fridtjof Nansen.
Bergen sarebbe poi diventata una città con diverse istituzioni per l'istruzione superiore e la ricerca come l'Istituto Geofisico (Geofysisk institutt, UiB) fondato nel 1917, il Chr. Michelsens Institutt for Videnskap og Åndsfrihet (CMI) del 1930, la Norges Handelshøyskole ("Scuola norvegese di commercio") nel 1936 e infine l'università nel 1946.

## Organizzazione
L'università conta le seguenti facoltà:
- Legge
- Matematica e Scienze naturali
- Medicina
- Psicologia
- Scienze sociali
- Scienze umanistiche